# استانیسلاوا کومارووا
استانیسلاوا کومارووا (روسی: Станислава Станиславовна Комарова؛ زادهٔ ۱۲ ژوئن ۱۹۸۶) شناگر زن اهل روسیه است.